# Terceiro carril

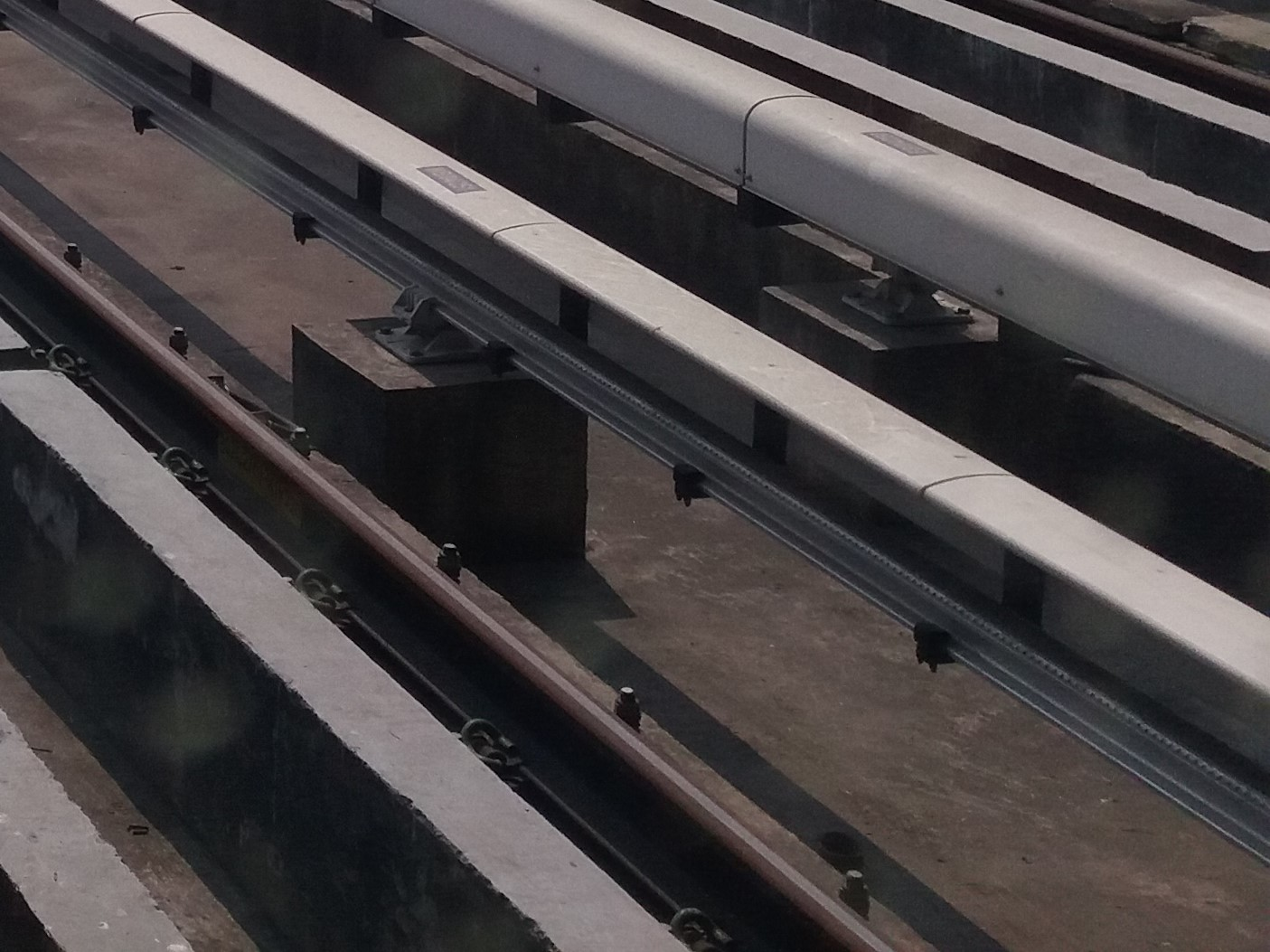
Imagem de um terceiro trilho de uma linha de metrô

A alimentação por terceiro trilho (português brasileiro) ou terceiro carril (português europeu), com sapatas de contato na locomotiva, é usada em alguns sistemas ferroviários elétricos em alternativa à atual alimentação por cabos suspensos em catenária ou pantógrafo.